# Ї (слово ћирилице)
Ї ї (Ї ї, искошено: Ї ї) је писмо украјинског ћириличног писма. Ї је изведено од грчког слова јота са дијерезом.
То је била почетна варијанта ћириличног слова Ї, које је у 18. веку прешло са две тачке на једну, вероватно инспирисано сличним латиничним словом I.  Касније су се две варијанте слова одвојиле и постале различита слова украјинске азбуке.
На украјинском језику, писмо је уведено као део Желехивског правописа, у украјинско-немачком речнику Јевхена Желехивског (2 тома, 1885–86).
Раније је коришћен и у српској ћирилици крајем 18. и почетком 19. века, где је представљао глас /ј/. У овом својству, увео га је Доситеј Обрадовић, али га је Вук Стефановић Караџић на крају заменио савременим словом Ј.
Поред украјинског писма, користи се и у панонском, русинском и прешовском русинском писму у Словачкој, где представља јотирани самогласник /ји/, попут изговора ⟨јо⟩ у „олујо”.
У различитим системима романизација, и је представљено римским ји, ии, и, или чак и, али најчешћи је ии.